# Lophuromys sikapusi
Lophuromys sikapusi е вид гризач от семейство Мишкови (Muridae). Видът не е застрашен от изчезване.

## Разпространение и местообитание
Разпространен е в Ангола, Бенин, Габон, Гана, Гвинея, Демократична република Конго, Екваториална Гвинея, Камерун, Кения, Кот д'Ивоар, Либерия, Нигерия, Сиера Леоне, Танзания, Уганда и Централноафриканска република.
Обитава гористи местности, планини, възвишения, ливади, савани, крайбрежия, плажове, плантации, блата, мочурища и тресавища в райони с тропически и субтропичен климат.

## Описание
На дължина достигат до 11,8 cm, а теглото им е около 62,7 g.